# Where Mankind Fails
Where Mankind Fails är det första albumet av det svenska metalbandet Steel Attack. Det släpptes på AFM Records 1999.

## Låtlista
1. Dragon's Skull (5:47)
2. Where Mankind Fails  (4:11)
3. Island of Gods (5:41)
4. Heading For the Lair (4:47)
5. Village of Agabha (4:31)
6. The Furious Spirit of Death (3:21)
7. The Creation Of Be-Lou (The Tragic Kingdom Part I) (8:01)
8. The Awakening (The Tragic Kingdom Part II) (5:24)
9. Thunder Knight (5:10)
10. Forgotten Land (4:45)
11. Holy Sea of Gold (Japan bonus track)